# Isong Corona
L'Isong Corona è una struttura geologica della superficie di Venere.